# Schlösschen (Wiesentheid)

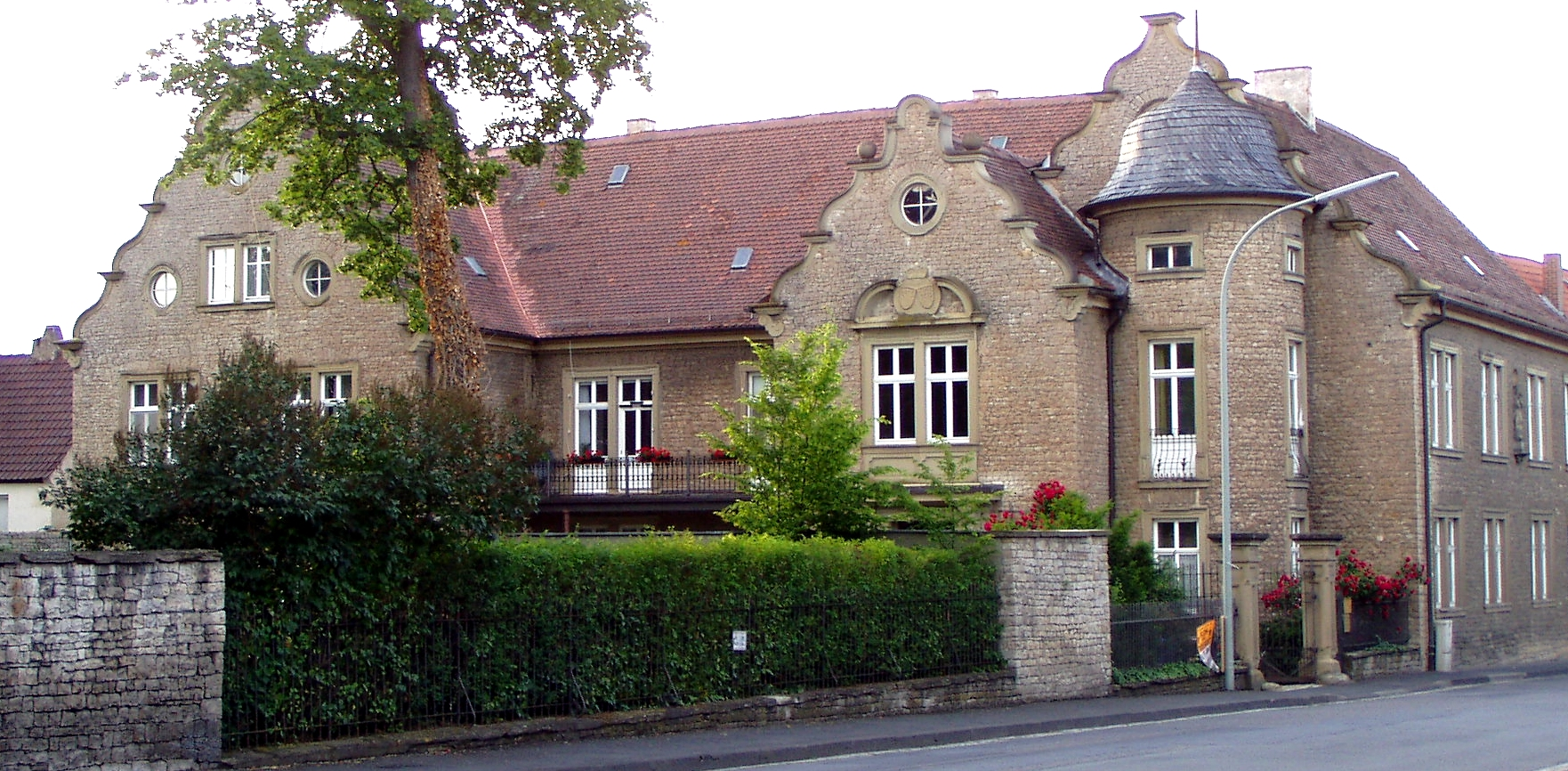
Das Schlösschen in der Bahnhofstraße

Das Schlösschen (auch Neues Schloss, Palais, Adresse Bahnhofstraße 2) ist ein ehemaliger Witwensitz des Hauses Schönborn und heute unter Denkmalschutz stehendes Anwesen im unterfränkischen Wiesentheid, im Landkreis Kitzingen, in Bayern.

## Geschichte
Das Schlösschen wurde von Sophie von Schönborn, geborene von Eltz (1814–1902) erbaut. Sie war die Ehefrau des Hugo Damian Erwein (II.) von Schönborn-Wiesentheid, der überwiegend im  Gräflich Schönborn’schen Schloss Gaibach residierte. Nach dem Tod ihres Mannes 1865 zog Gräfin Sophie nach Wiesentheid. Bereits im Oktober 1863 hatte sie das Gasthaus „Zum Ochsen“ in der heutigen Bahnhofstraße 2a angekauft, um sich auf dem weitläufigen Grundstück einen standesgemäßen Alterssitz errichten zu lassen.
Zwischen 1868 und 1871 entstand das Schlösschen durch den Architekten Hergenröther. Noch im Jahr der Fertigstellung zog Sophie von Schönborn ein. Mit ihr zusammen lebte ihre Wahltochter Margarete Zeilitzbach. Nach ihrem Tod am 24. Dezember 1902 wurde die Gräfin in der Kreuzkapelle beigesetzt. Das Schlösschen stand in der Folgezeit leer. Während des Zweiten Weltkrieges zog ein Lazarett in die Räumlichkeiten ein. Zwischen 1945 und 1961 diente das Gebäude dann als Säuglings- und Entbindungsheim. Zusätzlich war eine Krankenstation im Obergeschoss untergebracht, die 1952 aufgelöst wurde.
Die karitativen Einrichtungen wurden von den Schwestern des Allerheiligsten Erlösers betrieben, die aufgrund Personalmangels 1961 abgezogen werden mussten. Ein Jahr später eröffnete im Haus eine Arztpraxis. Einige Räume wurden in Wohnungen umgewandelt. Das Schlösschen wird heute vom Bayerischen Landesamt für Denkmalpflege als Baudenkmal eingeordnet. Zusammen mit dem ehemaligen Ochsengasthof bildet es die südwestliche Begrenzung des Ensembles Marienplatz.

## Beschreibung
Das Schlösschen präsentiert sich als zweigeschossige Zweiflügelanlage aus Muschelkalkbruchsteinen. Der Wiesentheider Bildhauer Kaspar Fromm nahm die Steinmetzarbeiten vor. Die zur Bahnhofstraße ausgerichtete Schauseite weist einen runden Turm auf, der mit einer flachen barocken Haube abschließt. Der Südflügel schließt mit einem Satteldach ab. Die Schweifgiebel, die auch an den beiden Giebelrisaliten angebracht wurden, sind der Renaissance nachempfunden. Das Portal wurde im nach Osten versetzten Risalit untergebracht und reich gegliedert. Ein Verbindungsgang bildet den Übergang zum ebenfalls denkmalgeschützten Haus Bahnhofstraße 2a.